# Olivier Gendebien
Olivier Jean Marie Fernand Gendebien (Bruxelles, 12 gennaio 1924 – Tarascona, 2 ottobre 1998) è stato un pilota automobilistico belga. È considerato uno dei migliori piloti automobilistici di sempre.
Gendebien ha vinto quattro edizioni della 24 Ore di Le Mans (1958, 1960, 1961 e 1962) con la Scuderia Ferrari; tre 12 Ore di Sebring, e tre Targa Florio.
Compete nel Campionato del mondo sportprototipi dal 1953 al 1962, raccogliendo 23 podi e 11 vittorie. Tra il 1955 e il 1961 partecipa anche a 14 gran premi di Formula 1, raccogliendo due podi (un terzo posto al Gran Premio del Belgio 1960 e un secondo posto al Gran Premio di Francia 1960). Si classifica sesto nel Campionato mondiale di Formula 1 1960, avendo però preso parte solamente alla metà delle gare di quella stagione.

## Biografia
Pur avendo partecipato anche alle competizioni di Formula 1 viene ricordato soprattutto per i suoi successi alla guida di autovetture Ferrari nelle gare per vetture a ruote coperte: alla 24 ore di Le Mans (4 successi tra il 1958 e il 1962), alla Targa Florio (edizione del 1958 a bordo della Ferrari 250 Testa Rossa), per i buoni risultati alla Mille Miglia del 1957 dove si qualificò terzo e per le vittorie al Tour de France automobilistico con la sua Ferrari 250 GT Berlinetta Tour de France.
Ha anche partecipato due volte alla Coppa d'Oro delle Dolomiti, finendo primo nel 1955 e secondo nel 1956.
Il suo ritiro dalle competizioni avviene a 38 anni nel 1962.
Muore nel 1998 e viene sepolto presso il cimitero di Saint-Rémy-de-Provence.

## Risultati

### 24 Ore di Le Mans
| Anno | Team             | Co-Pilota           | Auto                  | Classe | Giri | Pos. | Class Pos. |
| ---- | ---------------- | ------------------- | --------------------- | ------ | ---- | ---- | ---------- |
| 1955 | Ecurie Belge     | Wolfgang Seidel     | Porsche 550 RS Spyder | S 1.5  | 276  | 5°   | 2°         |
| 1956 | Scuderia Ferrari | Maurice Trintignant | Ferrari 625 LM        | S 3.0  | 374  | 3°   | 2°         |
| 1957 | Scuderia Ferrari | Maurice Trintignant | Ferrari 250 TR        | S 5.0  | 109  | DNF  | DNF        |
| 1958 | Scuderia Ferrari | Phil Hill           | Ferrari 250 TR58      | S 3.0  | 305  | 1°   | 1°         |
| 1959 | Scuderia Ferrari | Phil Hill           | Ferrari 250 TR/59     | S 3.0  | 263  | DNF  | DNF        |
| 1960 | Scuderia Ferrari | Paul Frère          | Ferrari 250 TR59/60   | S 3.0  | 314  | 1°   | 1°         |
| 1961 | SEFAC Ferrari    | Phil Hill           | Ferrari 250 TRI/61    | S 3.0  | 333  | 1°   | 1°         |
| 1962 | SEFAC Ferrari    | Phil Hill           | Ferrari 330 TR Spyder | E +3.0 | 331  | 1°   | 1°         |

### 12 Ore di Sebring
| Anno | Team                       | Co-Pilota                        | Auto               | Classe | Giri | Pos. | Class Pos. |
| ---- | -------------------------- | -------------------------------- | ------------------ | ------ | ---- | ---- | ---------- |
| 1957 | Scuderia Ferrari           | Maurice Trintignant              | Ferrari 250 TR     | S 5.0  | 109  | DNF  | DNF        |
| 1958 | Scuderia Ferrari           | Luigi Musso                      | Ferrari 250 TR 58  | S 3.0  | 199  | 2°   | 2°         |
| 1959 | Scuderia Ferrari           | Dan Gurney Phil Hill Chuck Daigh | Ferrari 250 TR 59  | S 3.0  | 188  | 1°   | 1°         |
| 1960 | Joakim Bonnier             | Hans Herrmann                    | Porsche 718 RS60   | S 1.6  | 196  | 1°   | 1°         |
| 1961 | Sefac Automobile Ferrari   | Phil Hill                        | Ferrari 250 TRI/61 | S 3.0  | 210  | 1°   | 1°         |
| 1962 | North American Racing Team | Phil Hill                        | Ferrari 250 GTO    | GT 3.0 | 196  | 2°   | 1°         |